# Clase Colossus (1886)
Los acorazados de la clase Colossus fueron buques blindados británicos, que llevaban su armamento principal en torretas. Sirvieron en la Marina Real Británica desde 1882 hasta la primera década del siglo XX. Fueron los primeros buques de guerra británicos en llevar grandes cañones principales estriados de retrocarga.

## Unidades
- HMS Colossus: entró en servicio en 1886. Desguazado en 1908.
- HMS Edinburgh: entró en servicio en 1887. Desguazado en 1910.